# Denza D9
Denza D9 – elektryczny i hybrydowy samochód osobowy typu minivan klasy wyższej produkowany pod chińską marką Denza od 2022 roku.

## Historia i opis modelu

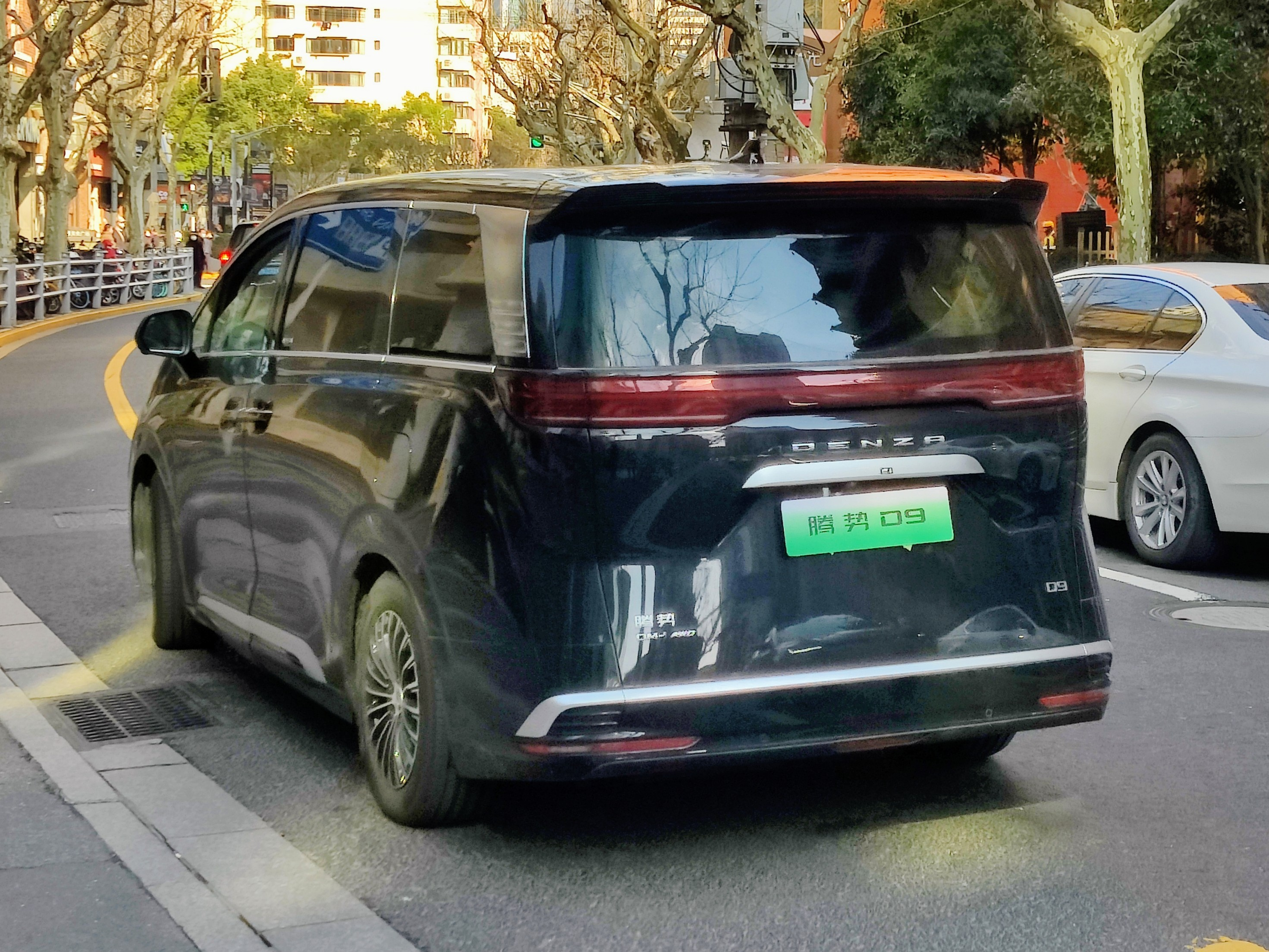
Denza D9 - tył

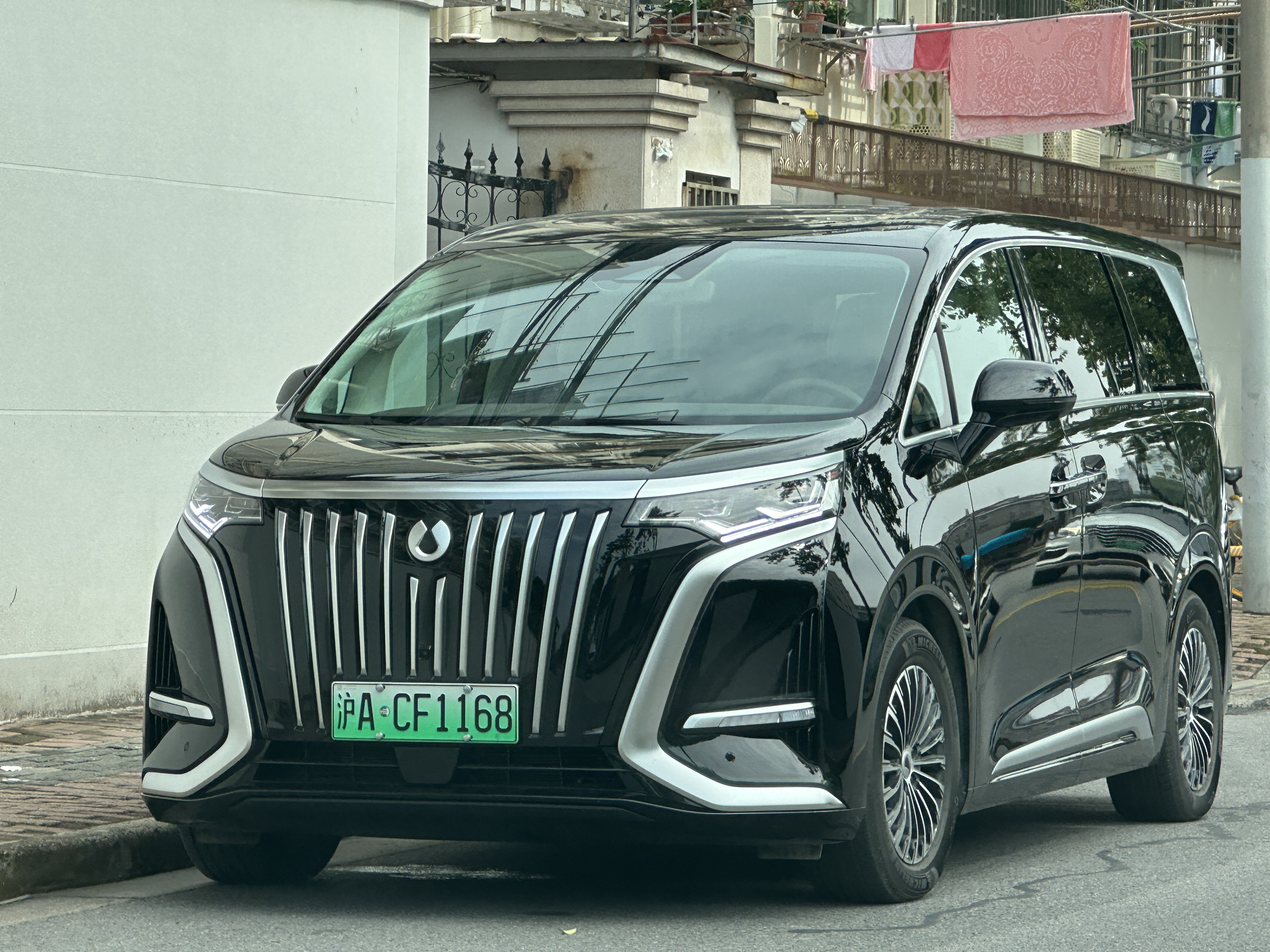
Denza D9 EV

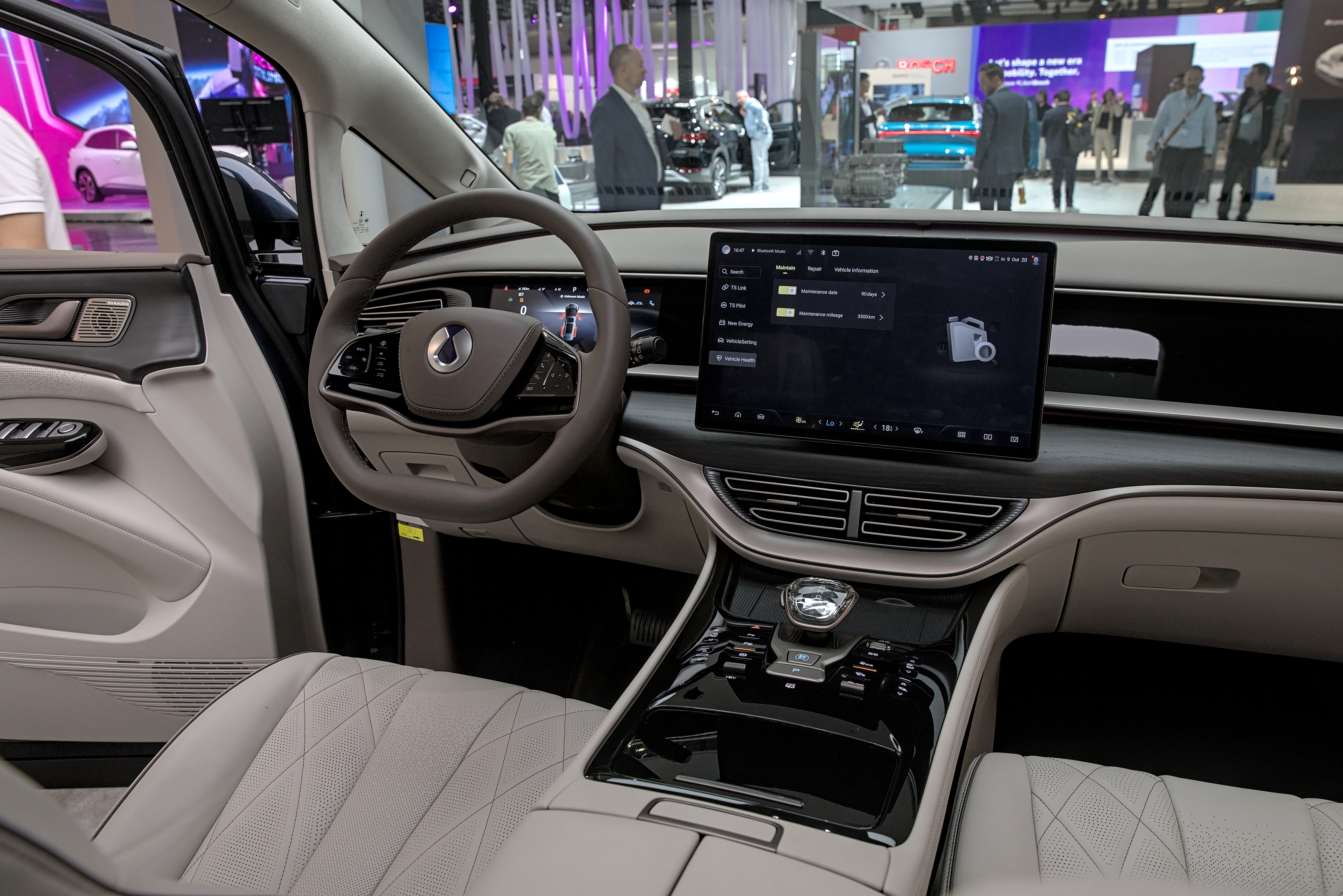
Denza D9 - kokpit

Po przedwczesnym wycofaniu ze sprzedaży nieudanego SUV-a Denza X, chińsko-niemieckie joint-venture obrało nową strategię z większą rolą już nie połowicznego, ale większościowego udziałowca BYD. Jej pierwszym rezultatem stał się zupełnie nowy model D9, którego premiera miała miejsce w maju 2022. Samochód przyjął postać popularnego w Chinach dużego, luksusowego minivana, zamiast konwencjonalnego spalinowego napędu celując jednak w dynamicznie rozwijającą się konkurencję z napędami zelektryfikowanymi.
Pod kątem stylistycznym samochód zyskał masywną, foremną sylwetkę z wysoko osadzonymi reflektorami, dużą atrapą chłodnicy i pasem świetlnym wieńczącym tylną część nadwozia. Dostęp do luksusowo zaaranżowanej kabiny pasażerskiej dostępny jest za pomocą odsuwanych tylnych drzwi, wyróżniając się niezależnymi fotelami drugiego rzędu siedzeń z rozbudowaną regulacją, podparciem nóg, wentylacją i chłodzeniem. Deska rozdzielcza utrzymana została w estetyce podobnej do modeli bratniej firmy BYD, z dwuramienną kierownicą, 10,25 calowym wyświetlaczem zamiast zegarów i masywnym, 15,6 calowym ekranem dotykowym systemu multimedialnego.

### Sprzedaż
Denza D9 odniosła duży marketingowy sukces na rodzimym i wyłącznym rynku zbytu, w Chinach. Niespełna 30 minut po internetowej prezentacji samochodu w maju 2022, producent otrzymał 3 tysiące zamówień. Dwa miesiące później, wartość ta zwiększyła się do 30 tysięcy zamówień. Sprzedaż samochodu oficjalnie rozpoczęła się pod koniec sierpnia tego samego roku, z cenami kształtującymi się w pułapie od 329 800 do 459 800 juanów. Pierwsze sztuki trafiły do nabywców pod koniec października 2022. Producent przewidział też ultraluksusową, topową wersję specjalną premierową, której cena wyniosła 660 tysięcy juanów i ograniczono jej wolumen do 99 egzemplarzy.

### Dane techniczne
Podobnie jak modele siostrzanego BYD-a, Denza D9 opracowana została głównie z myślą o napędzie hybrydowym typu plug-in opartym na technologii DM-i. Tworzy go czterocylindrowy, turbodoładowany silnik benzynowy o pojemności 1,5 litra, który współpracuje z silnikiem elektrycznym przenoszącym moc na tylną oś. Bateria umożliwia doładowywanie z gniazdka o mocy do 80 kW, umożliwiając przejechanie na jednym ładowaniu do 190 kilometrów - z czego w trybie hybrydowym rośnie on do 945-1040 kilometrów w zależności od stylu jazdy. Elektryczna Denza D9 umożliwia z kolei przejechanie na jednym ładowaniu do 620 kilometrów.